# François Generé
François Generé fut chronologiquement le 41e abbé dans l'histoire de l'abbaye de Parc. Il administra ce monastère de l'ordre des Prémontrés de 1762 à sa mort en 1778. L'abbaye de Parc est située depuis sa fondation en 1129 près de Louvain, dans le duché de Brabant, ce qui correspond en 2021 au Brabant flamand belge.
L'abbé François Generé a fait reconstruire l'église Saint-Denis de la petite paroisse de Hauwaert. Mais il a surtout mis à l'honneur les œuvres du peintre Pierre-Joseph Verhagen, notamment dans l'abbatiale, en décidant d'y orner le chœur avec quatre de ses tableaux représentant des scènes du nouveau Testament.
Par ailleurs, l'abbé François Generé fut assesseur perpétuel et membre des États de Brabant.

## Chronologie

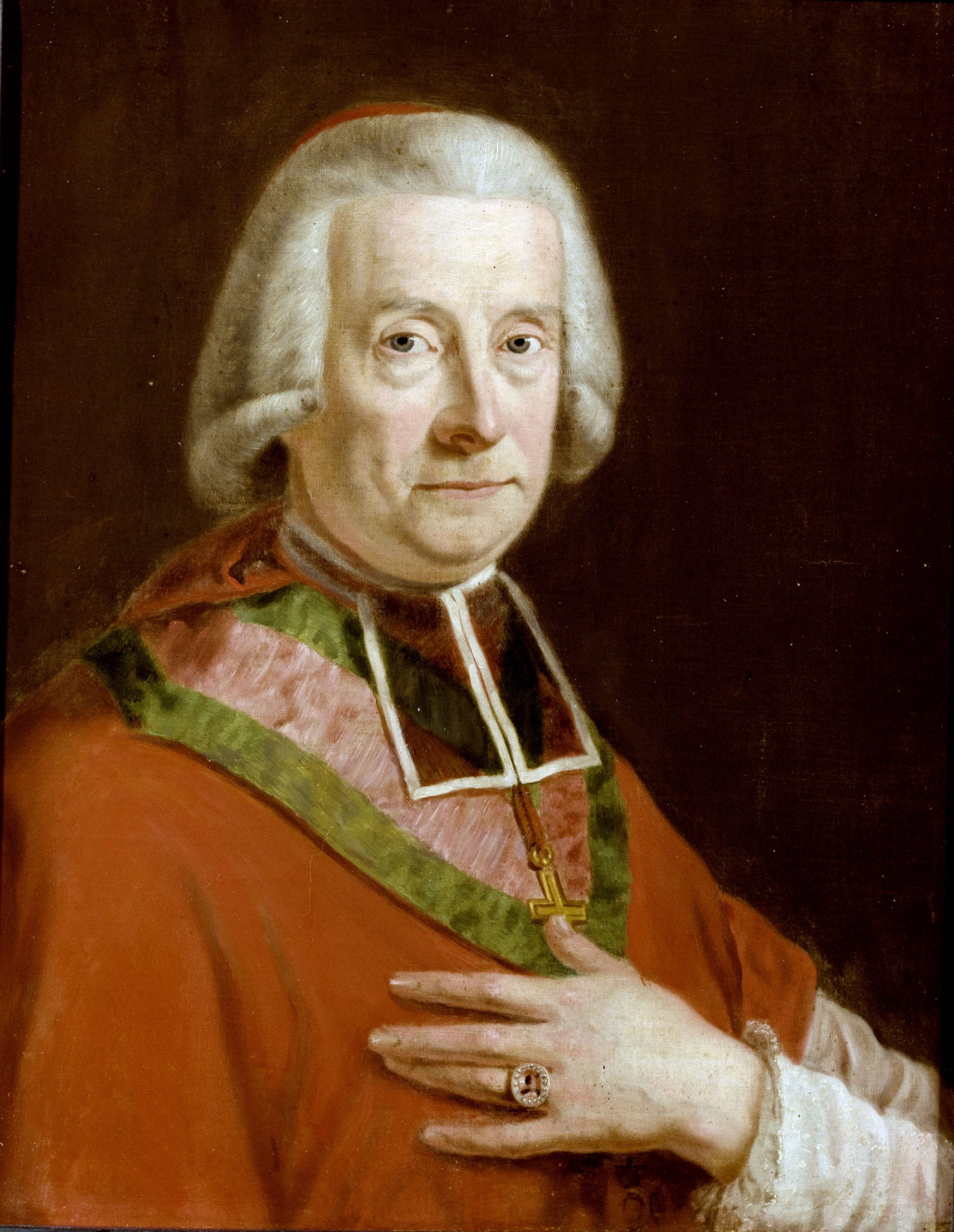
Le comte Henri de Frankenbergh, archevêque de Malines.

François Generé est né à Louvain, le 1er septembre 1721, fils de Michel Generé et d'Antoinette Lenaerts. Il est élève au collège de la Ste Trinité, à Louvain, pour ses humanités, et remporte les premiers prix,.
Admis à l'abbaye de Parc, il est licencié en théologie de l'Université de Louvain en 1753, y remplissant en outre une fonction de prior vacantiarum, de retour à l'abbaye en 1754, devient lecteur en théologie chargé d'enseigner cette matière aux jeunes religieux, est nommé la même année receveur et directeur spirituel de la noble abbaye de Grand-Bigard, près de Bruxelles,.
Il est nommé abbé de Parc par le vote des religieux le 3 juin 1762, installé le 21 juin 1762, bénit le 10 octobre 1762 par le comte Henri de Frankenbergh, archevêque de Malines, assisté de l'abbé de Grimbergen Jean Baptiste Sophie, et de celui de Heylissem Jean-Michel Gosin,.
L'abbé François Generé meurt à Bruxelles le 28 avril 1778 ou le 12 septembre 1778 selon les sources.

## Abbatiat
L'abbé François Generé est assesseur perpétuel et membre des États de Brabant en 1768.
Il fait reconstruire l'église Saint-Denis de la petite paroisse de Hauwaert, qui ne compte que soixante communiants à la fin du XVIe siècle.
Il orne le chœur de l'abbatiale de quatre tableaux du peintre Pierre-Joseph Verhagen représentant des scènes du nouveau Testament, tableaux datés pour trois d'entre eux de 1774, 1775 et 1777. Il commence d'autre part à remplacer les six toiles illustrant la vie de saint Norbert par des créations de ce même artiste Verhaeghen.
→ Tableaux de Pierre-Joseph Verhaghen à découvrir sur Wikimedias commons

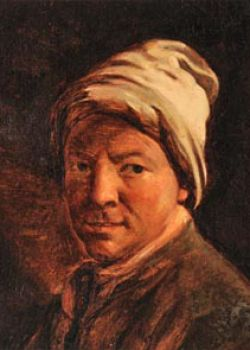
Autoportrait de Pierre-Joseph Verhaghen.

## Postérité

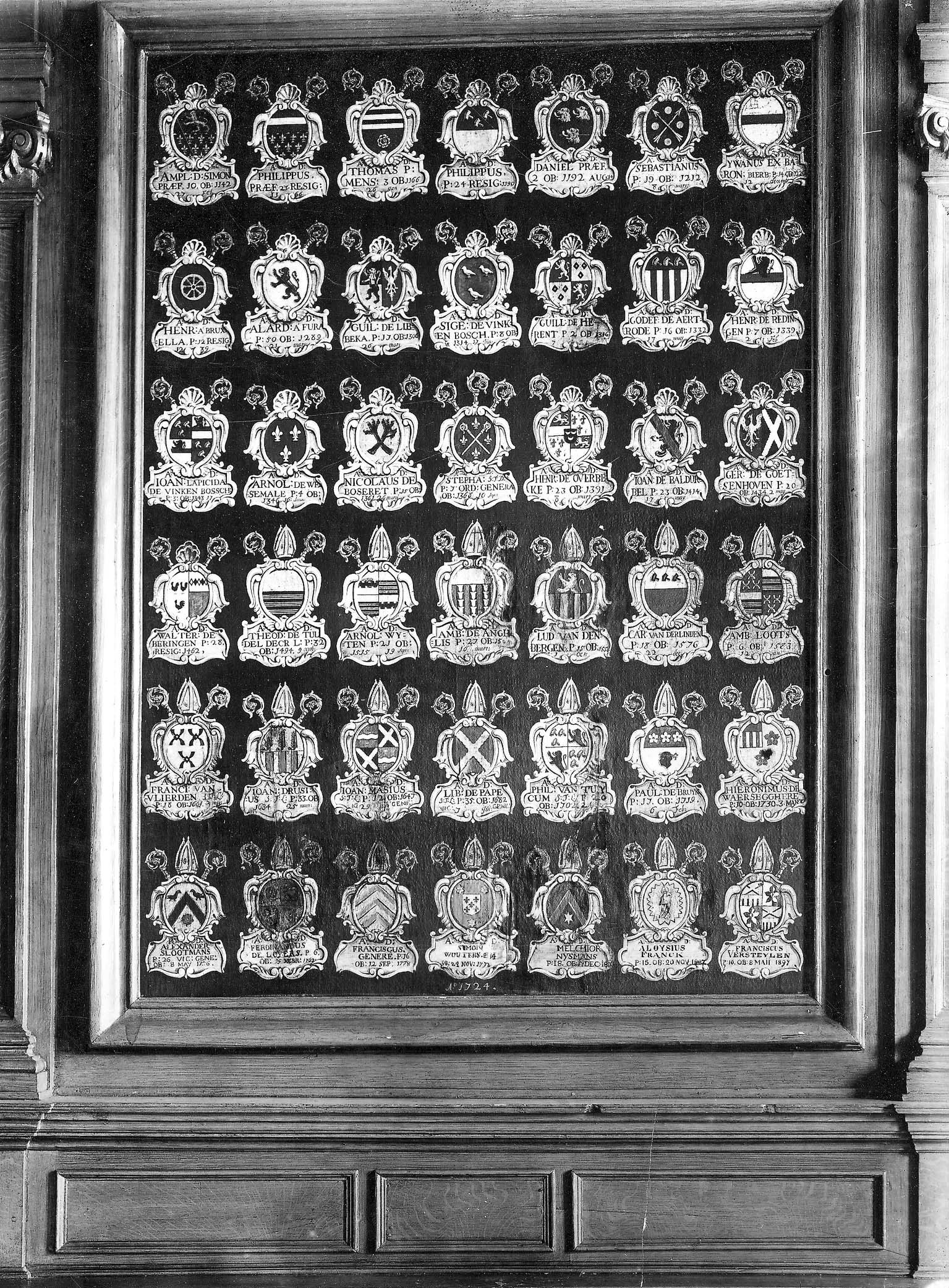
Tableau des armes des abbés de Parc (1724).

### Publication
- Oraison funèbre prononcé aux exeques de (...) Marie Philippine d'Ennetières de la Plaigne, abbesse du noble monastère de Grand Bigard, Bruxelles, C. De Vos, 1761, en ligne.

### Indication posthume
Dans l'ouvrage cité dans la section « Bibliographie » de cette page, J.E. Jansen accompagne la chronologie de l'abbé François Generé d'une indication en latin le concernant et qu'un outil informatique traduit par : « Il a un visage souriant, serein, est éloquent avec une conversation calme. C'est un peu le plus grand des grands avec qui l'ambiance est conviviale et tout va. »,.

### Portrait
Le portrait de l'abbé François Generé existe à l'abbaye de Parc.

### Armes de l'abbé
Les armes de l'abbé François Generé sont présents, avec son obit, à l'abbaye de Parc. Ces armes se blasonnent : « D'or à trois chevrons d'azur », avec une devise en latin qui leur est associée : « Generatio rectorum benedicetur. »,.
Un examen de l'armorial des abbés de Parc permet en outre de rapprocher les armes de l'abbé François Generé de celles de tous les autres abbés de l'établissement religieux.